# Charles Dance
Walter Charles Dance OBE (Redditch, Worcestershire, 10 d'octubre de 1946) és un actor, guionista i director de cinema britànic. És conegut pel paper de Perron a La joia de la corona (1984), a The Golden Child (1986), a Alien³ (1992), de Benedict a Last Action Hero (1993) i com Lord Tywin Lannister a Game of Thrones (2011). El 2020 va interpretar el paper de William Randolph Hearst en el biòpic Mank, dirigit per David Fincher.

## Carrera professional
Dance fou membre de la Royal Shakespeare Company durant mitjans i finals de la dècada dels setanta i estigué en moltes de les seves produccions a Londres i a Stratford-upon-Avon. Després tornà a la companyia per fer un paper petit a l'obra Coriolanus a Stratford-upon-Avon i a Newcastle el 1989, i al Barbican Theater el 1990. El 1992 participà a Alien³, i a partir d'aquí saltà a la pantalla gran. Conegut pel seu paper de Tywin Lannister a la sèrie Game of Thrones durant el periode 2011-2015. Ha protagonitzat el paper de Lord Mountbatten a la tercera i quarta temporada de la sèrie The Crown.

## Filmografia

### Cinema
- For Your Eyes Only (1981)
- Plenty (1985)
- The Golden Child (1986)
- Out on a Limb (1987)
- Passions a Kenya (White Mischief) (1987)
- Good Morning, Babilònia (Good Morning, Babylon) (1987)
- Hidden City (1987)
- Pascali's Island (1988)
- Alien 3 (1992)
- La valle di pietra (1992)
- Last Action Hero (1993)
- China Moon (1994)
- Kabloonak (1994)
- Century (1994)
- Shortcut to Paradise (1994)
- Transport espacial (Space Truckers) (1996)
- Michael Collins (1996)
- The Blood Oranges (1997)
- What Rats Won't Do (1998)
- Don't Go Breaking My Heart (1998)
- Hilary and Jackie (1998)
- Gosford Park (2001)
- The Life and Adventures of Nicholas Nickleby (2001)
- Dark Blue World (2001)
- Black and White (2002)
- Ali G Indahouse (2002)
- La piscina (Swimming Pool) (2003)
- L'última primavera (Ladies in Lavender) (2004)
- Dolls (2006)
- Scoop (2006)
- Starter for 10 (2006)
- The Contractor (2007)
- Ironclad (2011)
- Your Highness (2011)
- Midnight's Children (2012)
- Underworld: Awakening (2012)
- Patrick (2013)
- Justin and the Knights of Valour (2013) (veu)
- Bones of the Buddha (2013) (narrador)
- Viy (2013)
- Dracula Untold (2014)
- The Imitation Game (2014)
- Michiel de Ruyter (2015)
- Woman in Gold (2015)
- Child 44 (2015)
- Pride and Prejudice and Zombies (2016)
- Caçafantasmes (Ghostbusters) (2016)
- That Good Night (2016)
- Euphoria (2017)
- Johnny English Strikes Again (2018)
- Happy New Year, Colin Burstead (2017)
- Godzilla: King of the Monsters (2019)
- Fanny Lye Deliver'd (2019)
- Mank (2017)

### Televisió
- The Jewel in the Crown (1984)
- First Born (1988)
- The Phantom of the Opera (1990)
- Rebecca (1997)
- The Real Spartacus (2000)
- Saint John Bosco: Mission to Love (2004)
- Fingersmith (2005)
- Bleak House (2005)
- Marple: By the Pricking of My Thumbs (2006)
- Fallen Angel (2007)
- Jam & Jerusalem (2009)
- Trinity (2009)
- Going Postal (2010)
- Neverland (2011)
- Secret State (2012)
- Strike Back: Vengeance (2012)
- Rosamunde Pilchers's Shades of Love (2013)
- The Great Fire (2014)
- Childhood's End (2015)
- Deadline Gallipoli (2015)
- I ja no en quedà cap (2015)
- Game of Thrones (2011-2015) 27 episodis
- Hang Ups (2018) 4 episodis
- The widow (2019) 7 episodis
- The Crown (2019-2020) 5 episodis
- The Singapore Grip (2020)

## Premis i nominacions
Nominacions
- 2006: Primetime Emmy al millor actor en minisèrie o telefilm per Bleak House